# Acalypha benensis
Acalypha benensis là một loài thực vật có hoa trong họ Đại kích. Loài này được Britton mô tả khoa học đầu tiên năm 1901.